# Левентис, Георгиос
Георгиос Левентис (греч. Γεώργιος Λεβέντης; 1790, Кораковуни, Аркадия — 24 ноября 1847, Афины) — греческий революционер и политик 19-го века, один из руководителей тайной революционной организации Филики Этерия.

## Биография
Левентис родился в селе Кораковуни епархии Кинуриа Аркадии в 1790 году в семье Теодора Левентиса бывшего в 1770 году участником Пелопоннесского восстания.
Левентис вырос и учился на острове Идра и позже перебрался в Молдавское княжество. В 1812 году был принят переводчиком в российское консульство Бухареста а затем Ясс.

## Филики Этерия
По описанию английского историка Д. Дакина, когда разговорчивый гетерист Галатис вышел на российского министра иностранных дел грека Каподистрию, предоставил ему информацию о «Обществе» и предложил возглавить его, Каподистрия пришёл в смятение и информировал императора Александра I.
Обер-полицеймейстер Санкт-Петербурга, грек по национальности, Иван СаввичГорголи арестовал Галатиса, который продолжал нарушать все правила конспирации. Информация о Галатисе и Этерии дошла до британского посла через него британскому правительству, «которое поторопилось, в свою очередь, проинформировать турок». Ход событий обеспокоил Каподистрию, которому удалось убедить императора, что дело не является серьёзным и что Галатис всего лишь романтическая персона, которую нужно выслать над на его остров, Итаку.
Греческий историк Д. Фотиадис пишет, что Горголи, без особого труда, получил от Галатиса всю информацию о Этерии, дополненную документами найденными при нём. Таким образом император в деталях был информирован о «Обществе». И английский и греческий историк сходятся в утверждении, что Каподистрии удалось убедить императора выслать Галатиса из России, через Дунайские княжества, в сопровождении, с русским паспортом под фамилией Алексианос. Галатис стал представлять угрозу для «Общества» и было принято решение о его убийстве, которое исполнили Атанасиос Цакалоф и Димитропулос, по прибытии Галатиса на Пелопоннес. Но на обратном пути через Дунайские княжества и несмотря на то что он был под неусыпным контролем российского консула в Бухаресте, грека по происхождению, Александра Александровича Пини, Галатису удалось посвятить в Этерию Левентиса, который тогда был переводчиком в консульстве в Яссах и Теодора Негриса, генерального секретаря молдавского господаря Скарлата Каллимахиса. Д. Фотиадис, освещая драматические для Этерии события связанные с Галатисом характеризует эпизод посвящения им в «Общество» Левентиса и Негриса фразой «нет худа без добра».

## Левентис и сербы
Академик Е. Протопсалтис, в издании Афинской академии, посвящённом 150-летию Этерии, писал: «Левентис был деятельным, щедрым и стремился к свершению великих дел. Он рассматривал дело Этерии широко и стремился сделать это дело всебалканским, через участие сербов и болгар в восстании против турок». Ему принадлежит честь подготовки плана всеобщего восстания на Балканах. Ему удалось посвятить в Общество и поставить на службу господарю Валахии Иоанну Караджи военачальников Олимпиоса и Фармакиса, ставшими в 1821 году одними из основных лидеров начального этапа Греческой революции в княжествах.
Олимпиос, связанный братской дружбой с Карагеоргием с сербского восстания в котором он принял участие с греческими добровольцами, оставался связующим звеном между ним и его агентом в Сербии Войцем Вулишевичем. Левентис, с разрешения Скуфаса вызвал Карагеоргиевича, через Олимпиоса, из Бессарабии.
В мае 1817 года Карагеоргий тайно перешёл Прут и встретился в Яссах с Левентисом и Олимпиосом, которые посвятили его в «Общество».
Карагеоргий поклялся в «вечной и искренней дружбе к греческой нации и вечной ненависти против общего врага». Левентис, Олимпиос и Карагеоргий приняли решение начать восстание одновременно на Пелопоннесе и в Сербии. Карагеоргий согласился вернуться тайно в Сербию, для подготовки восстания, и принял на себя задействовать также болгар для этой цели.
Для тайной отправки Карагеоргиевича в Сербию существовала «техническая сложность» — Карагеоргиевич был гигантского роста и не мог оставаться незамеченным. Его перевозку, больным и в горизонтальном положении, взял на себя греческий повстанец и бывший офицер русской армии, пелопоннесец, Михаил Леонардос. Левентис снабдил Карагеоргия и его секретаря грека Наума, русскими паспортами и вручил им 4500 голландских флоринов из личных денег. Леонардос свою задачу выполнил и доставил Карагеоргиевича, как полагали гетеристы и сам Карагеоргиевич, к его верному человеку Вулишевичу. Но когда Карагеоргиевич вернулся в Сербию, Милош Обренович организовал его убийство в ночь с 12 на 13 июня 1817 года и послал его голову султану. В дальнейшем Левентис писал: «посредством этого мерзкого злодейства, Сербия потеряла свою самую прочную опору, а греки своего самого сильного союзника».

## Накануне Греческой революции
В марте 1818 года Этерия перевела свой штаб из Одессы в Константинополь. Этерия, признавая заслуги Левентиса, уполномочила в 1819 году П. Анагностопулоса, в ходе его визита в Бухарест, назначить Левентиса членом «Невидимого Начала» Общества. Левентис пожертвовал большие денежные суммы для усиления деятельности Этерии а также на обучение греческой молодёжи в европейских университетах. «Тот факт что в Общество вступили многие российские консулы греческого происхождения создавал впечатление, что силой скрывавшейся за Обществом была Россия».
Но в начале 1820 года в Верховное начало Этерии входили двое из её основателей Эммануил Ксантос и Атанасиос Цакалоф, купцы Секерис, Падзимадис и Комизопулос, «апостолы» Левентис и П. Анагностопулос, фанариот И. Манос, архимандрит Папафлессас и Антимос Газис. Левентис фигурировал в Обществе под секретным кодом Α.Λ..
Правду о низком общественном статусе руководителей Общества и о том что за ними нет никакой государственной силы нельзя уже было скрывать далее. Угроза того, что организация рухнет как карточный домик, вынудила гетеристов вновь обратится к Каподистрии. После очередного отказа и в поисках видного руководителя, гетеристы обратились к Александру Ипсиланти российскому генералу и греку, бывшего адъютантом императора Александра I.

## Греческая революция
Первоначальный «Всеобщий план восстания» «вероятно, был подготовлен в Бухаресте, в мае — июне 1820 года пелопоннесцами», среди которых были Левентис и Папафлессас и предусматривал одновременно:
- восстание на Пелопоннесе
- восстание в Эпире, при поддержке сепаратиста Али-паши Тепеленского
- восстание сербов и, вероятно, черногорцев
- сожжение греками Константинополя османского флота
- отвлекающие военные действия в Молдово-Валахии которые предпримут как гарнизоны господарей, которыми командовали Георгакис Олимпиос Яннис Фармакис и другие греческие военачальники, а также восставшие местные крестьяне.

По разным причинам, в последний момент, гетеристы приняли решение начать военные действия с Дунайских княжеств. 1 августа 1820 года Ипсиланти, Ксантос и Ипитис выехали из Киева. В Дубоссарах они расстались. Ипсиланти и Ипитис направились в Одессу, Ксантос в Галац и Бухарест, с письмами, деньгами и инструкциями к Левентису, Олимпиосу и Фармакису, быть готовыми к выступлению.
22 февраля 1821 года Ипсиланти, с несколькими гетеристами, перешёл Прут. 24 февраля, Ипсиланти провозгласил в своей листовке «сражаюсь за веру и Отечество». На протяжении всех событий в Княжествах, гетеристы не оставляли надежду на параллельное восстание сербов. 2 марта в Тыргу Муреш, Ипсиланти получил письмо от Левентиса. Левентис информировал его, что 35-летний Папас, Аристид, посланный к Обреновичу, был схвачен турками и покончил жизнь самоубийством, чтобы не выдать планы гетеристов. Ипсиланти осознал, что ему не следует ожидать помощи от Обреновича.
В последующие месяцы, после ряда сражений движение гетеристов в Дунайских княжествах было подавлено османскими силами, дав однако время и возможность для разворачивания восстания в континентальной и островной Греции.

## Греческое королевство
По окончании Освободительной войны 1821—1829 годов и воссоздания греческого государства, Левентис вернулся на Пелопоннес. Был избран представителем своей родины, Кинурии, на Национальном собрании 1832 года. Левентис, которого Д. Фотиадис именует «чистой, как алмаз, личностью», отказался от предложенных ему русскими ранее высоких дипломатических постов, чтобы быть свободным бороться за свою нацию, и дважды отказался и от предложенных ему баварцем королём Оттоном, министерских портфелей.
Потратив все свои средства на деятельность Этерии и на освобождение греческой нации, Георгиос Левентис умер от апоплексического удара в Афинах, в полной нищете, 24 ноября 1847 года.

## Мемуарист
Мемуары Левентиса были впервые опубликованы его дочерью, Хариклией Левенти, в греческой газете Триеста «Клео», в августе 1865 года.